# Aleksa Bjeliš

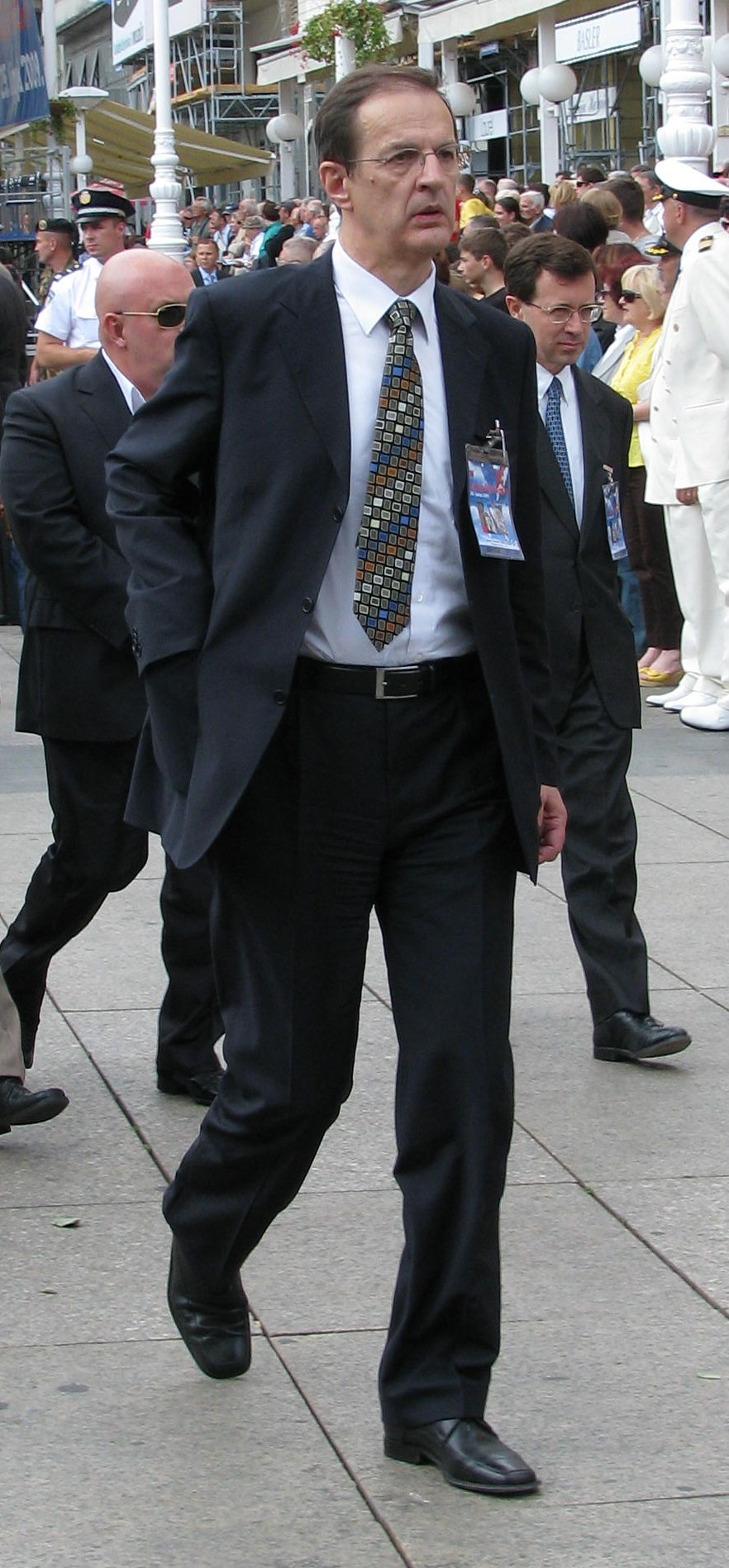
Aleksa Bjeliš (2009)

Aleksa Bjeliš (* 2. Februar 1947 in Rijeka, Jugoslawien) ist ein kroatischer Physiker und ehemaliger Rektor der Universität Zagreb.

## Leben
1970 erhielt Bjeliš seinen Bachelor in Physik von Universität Zagreb. 1971 wurde er als Assistent am Institut für Physik an der Universität Zagreb. Dort war blieb er bis 1986 tätig und stieg dabei bis zur Position des Direktors auf. Während seiner Tätigkeit legte er 1974 seinen Master ab. Weitere vier Jahre später promovierte er unter S. Barišić. 1986 wurde er wissenschaftlicher Mitarbeiter, 1990 außerordentlicher und 1997 ordentlicher Professor des Physiklehrstuhls der Universität Zagreb. 1990 bis 1997 war er zugleich Vizedekan, von 2000 bis 2002 Dekan der Wissenschaftsfakultät. 1995 übernahm er den Vorsitz der des Komitees für internationale Zusammenarbeit der Universität und blieb dies bis 2002. Als Mitglied des nationalen Rats für höhere Bildung der Republik Kroatien war er in den Jahren 2001 bis 2005 aktiv. 2002 wurde Aleksa Bjeliš Vizedirektor für Wissenschaft und Entwicklung. 2003 wurde er der Vertreter Kroatiens für die Bologna Follow-Up Group. Von 2006 bis 2014 war er Rektor der Universität Zagreb.